# Tomcraft
Tomcraft (nascido Thomas Brückner, Munique, 12 de junho de 1975 – 15 de julho de 2024) foi um DJ e produtor alemão. Ele foi especialista em Progressive house e Trance e foi mais conhecido por ter criado as faixas "Loneliness" e "Prosac", trabalhando ao lado de Eniac.
Tomcraft começou a trabalhar como DJ em Munique, em 1994, transitando entre o techno e o progressive trance. No ano seguinte, ele lançou sua primeira faixa, "This Is No House". Ele conheceu Eniac em 1996, e os dois imediatamente começaram a produzir música juntos, começando com "Viva". No mesmo ano, produziu a faixa "Prosac", mas isso não alcançou o sucesso, até que foi relançado em 2001. Por uma década ou assim, ele trabalhou ao lado de Eniac produtor e colega alemão com uma equipe de estúdio explosiva.
No ano de 2002 foi também ano o Tomcraft lançou "Loneliness", uma faixa progressiva que eventualmente chegou a # 1 no UK Singles Chart. Depois do hit ser descoberto, ele se separou de Eniac.
Em 2005 viu o lançamento da Craft Music, um novo mercado para suas produções com todos os outros lançamentos assinados e tratados com um remix pelo próprio - com ema gravadora passando por um importante relançamento em 2010, para trazê-lo de volta à vanguarda da música house e techno.
Naturalmente sua carreira de DJ explodiu sobre o mega sucesso dos seus singles, com destaque ao longo dos anos, incluindo tocar para 1,3 milhões de pessoas na Berlin’s Love Parade, Japan’s famous Fujirock Festival, grandes festivais no Brasil, e alguns dos melhores clubes em Singapura, Tóquio , Los Angeles, São Paulo, Rio de Janeiro, Cape Town, San Francisco, em toda a Europa, Polônia, Alemanha, França, Itália, Reino Unido e Rússia (onde permanece uma figura regular). Seu som se transformou ao longo dos anos de trance em electro house e agora desde 2007 em um balanço dessas influências com uma pitadinha de progressive house, voltando ao som melódico que ele veio originalmente.
Tomcraft já lançou quatro álbuns, All I Got (2001), MUC (2003), HyperSexyConscious (2006) e For The Queen (2007), todos na Kosmo Records.
Seu último álbum, For The Queen, foi uma colaboração de David Tobias Lutzenkirchen com sua gravadora Great Stuff.

## Morte
Tomcraft morreu no dia 15 de julho de 2024, aos 49 anos.

## Discografia

### Álbuns
- 2001 All I Got
- 2003 MUC
- 2006 HyperSexyConscious
- 2007 For The Queen

### Álbuns de compilação
- 2003 Tomcraft - The Mix (álbum Remix (de outros artistas), com duas exceções, em que outros artistas têm suas faixas remixadas)

### Singles
- 1995 "This Is No House"
- 1995 "Rollercoaster"
- 1996 "Viva"
- 1996 "Unicum"
- 1996 "Prosac"
- 1997 "The Circle"
- 1997 "Mind"
- 1998 "Gothic"
- 1998 "The Mission"
- 1998 "Powerplant"
- 1998 "Flashback"
- 1998 "The Lord"
- 1999 "Punk Da Funk"
- 1999 "Ezekiel 25.17"
- 2000 "Versus"
- 2000 "Silence"
- 2001 "Prosac" (relançado)
- 2001 "All I Got"
- 2001 "Overdose"
- 2002 "Bang Bang"
- 2002 "Loneliness" #1 UK
- 2003 "Brainwashed (Call You)" #43 UK
- 2003 "Into The Light"
- 2003 "Great Stuff"
- 2004 "Another World
- 2005 "Dirty Sanchez"
- 2005 "Sureshot"
- 2005 "Quelle Heure Est Il"
- 2006 "Da Disco"
- 2006 "Sureshot 2006" (com Sido e Tai Jason)
- 2006 "Katowice"
- 2006 "Broadsword Calling Danny Boy" (com Jimmy Pop)
- 2007 "People Like Them" (com Xavier Naidoo)
- 2009 "Naked on Clouds"
- 2009 "Disco Erection Pt.1"
- 2009 "Disco Erection Pt.2"
- 2010 "Room 414 (Can't Get Away)"
- 2010 "A Place Called Soul"
- 2011 "Written High"
- 2011 "I Need Love"
- 2011 "Tell Mummy"